# 山城町立三名中学校
山城町立 三名中学校（やましろちょうりつ さんみょうちゅうがっこう）は、徳島県三好市にあった公立中学校。
生徒数の減少などの理由で1972年（昭和47年）3月31日をもって閉校し、同年4月1日に山城町立山城中学校（現三好市立山城中学校）に統合された。。

## 基礎データ
全校生徒数
- 約？人（1972年当時）

全卒業生数　
- ？人

最寄駅
- 四国旅客鉄道土讃線大歩危駅（閉校当時は、日本国有鉄道土讃本線大歩危駅）

最寄バス停
所在地
- 〒779-5453 徳島県三好市山城町下名1001番地1

交通機関

## 沿革
- 1947年（昭和22年） - 三名村三名中学校（三名村上分柿野尾）を設立。下名小学校併設。
- 1948年（昭和23年） - 下名小学校が三名村下名1001番地1に移転。柿野尾校舎は、中学校単独校舎になる。
- 1951年（昭和26年）3月 - 木造2階建て校舎落成。
- 1956年（昭和31年）9月30日 - 三名村が山城谷村に編入。山城谷村が即日改称して山城町となる。山城町三名中学校と改称。
- 1967年（昭和42年） - 下名小学校（山城町下名1001番地1）の横に移転。柿野尾校舎は、三名中学校上名分校となる。
- 1972年（昭和47年） - 山城町立山城中学校と統合し閉校。

## 校歌

### 三名中学校
- 作詞  ／ 作曲

## 部活動
閉校時に存在した部活動一覧。
- ソフトボール部 [1]

## 上名分校
上名分校（かみみょうぶんこう）は、徳島県三好市山城町上名柿野尾にある分校である。生徒数の減少などの理由で1972年（昭和47年）3月31日をもって閉校し、同年4月1日に山城町立山城中学校（現三好市立山城中学校）に統合された。
所在地
- 〒779-5452 徳島県三好市山城町上名柿野尾

通学区域
最寄駅
- 四国旅客鉄道土讃線大歩危駅（閉校当時は、日本国有鉄道土讃本線大歩危駅）

最寄バス停

## 関連学校
- 三好市立上名小学校（閉校当時は、山城町立上名小学校）
- 三好市立下名小学校（閉校当時は、山城町立下名小学校）
- 三好市立西宇小学校（閉校当時は、山城町立西宇小学校）
- 三好市立山城中学校（閉校当時は、山城町立山城中学校）